# IPad Pro (4e génération)
L' iPad Pro de 4e génération est une gamme de tablettes iPad conçus, développés et commercialisés par Apple Inc. Les deux modèles, avec un écran de 11 pouces pouce ou 12,9 pouces, sont annoncés le 18 mars 2020 et sortis le 25 mars 2020.
L'iPad Pro présente un design similaire et les mêmes tailles d'écran que la génération précédente, mais dispose d'un module de caméra amélioré avec des capacités LiDAR et d'un processeur Apple A12Z Bionic amélioré. La version 11 pouces est la deuxième génération de cette taille.

## Caractéristiques

### Matériel
Le modèle 2020 est doté d'un processeur Apple A12Z, avec un CPU et un GPU 8 cœurs, la prise en charge du Wi-Fi 6 et une configuration de caméra améliorée avec un appareil photo 12MP grand angle, un autre de 10MP ultra-large avec un scanner lidar pour la réalité augmentée . De 2018 à 2020, la RAM a été augmentée de 4 à 6 Go sur les modèles 128 Go, 256 Go et 512 Go,. Les modèles 1 To de  disposent les mêmes 6 Go de RAM que les modèles 2018,. L'option de stockage de base est doublée, passant de 64 Go à 128 Go.

### Accessoires
Un nouveau Magic Keyboard est sorti le 22 avril 2020, qui comprend un pavé tactile, des touches rétroéclairées, un port USB-C pour le chargement direct et une conception en porte-à-faux, permettant à l'iPad Pro de « flotter » au-dessus des touches. Le Magic Keyboard est compatible avec l'iPad Pro de 3e et 4e génération. La prise en charge des trackpads, des souris et des dispositifs de pointage est annoncée comme une fonctionnalité de la version 13.4 d' iPadOS, sortie le 24 mars 2020.
Comme son prédécesseur, cette version de l'iPad Pro prend en charge l' Apple Pencil, une variété d'étuis et des accessoires USB-C.

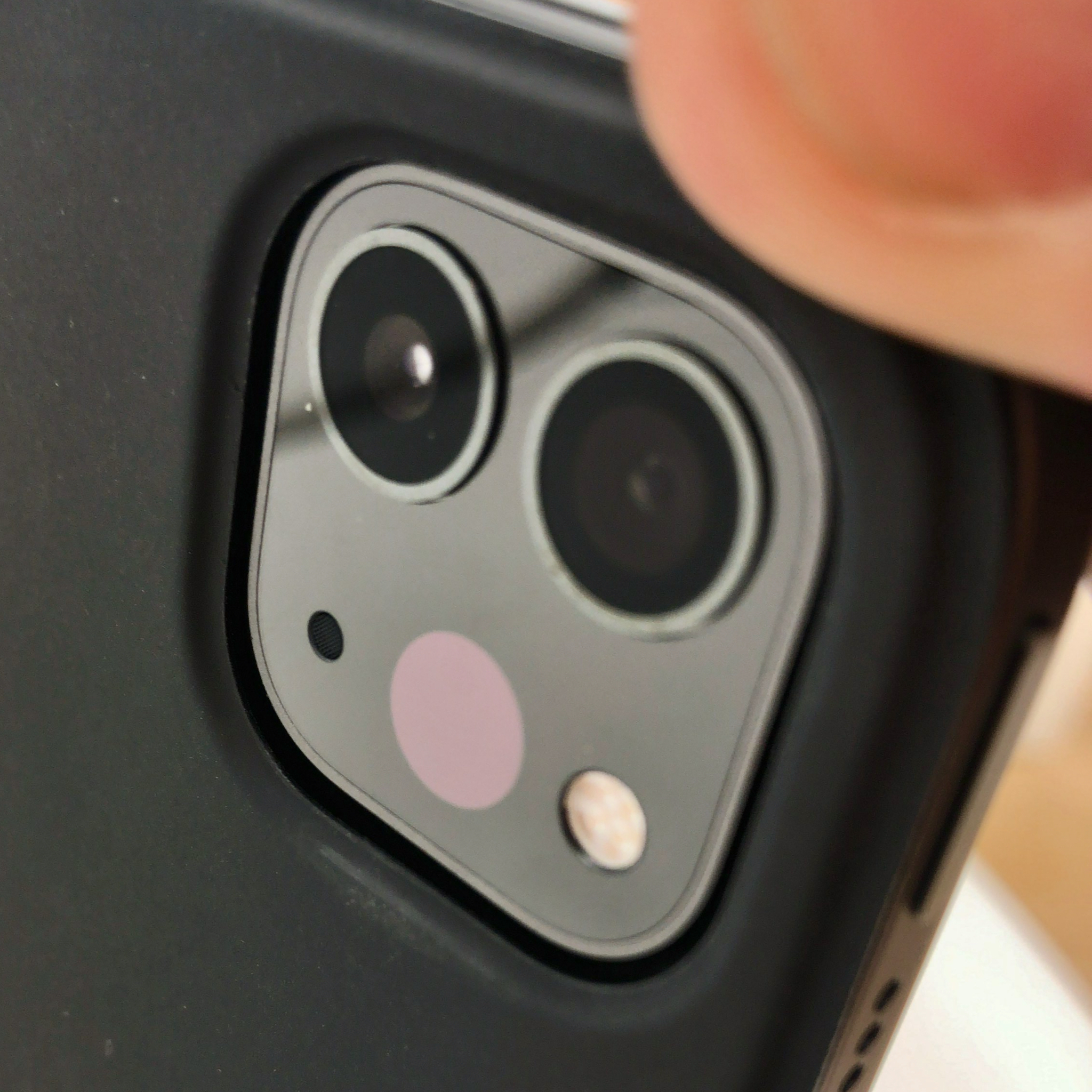
Scanner lidar Sur l'iPad Pro (4e génération)

## Retours
Le modèle 2020 de l'iPad Pro est considéré comme une légère amélioration des spécifications parmi les critiques technologiques. Bien que l'ajout de RAM et le changement dans les options de stockage aient été bien accueillis, le capteur lidar ajouté par Apple pour une capacité AR accrue est présenté comme une fonctionnalité que seuls quelques clients utiliseraient. 
Dieter Bohn de The Verge salue la nouvelle configuration de la caméra. Il estime cependant que l'appareil manquait d'un outil de vidéoconférence. Bohn note que même si la plupart des utilisateurs d'iPad utilisent désormais l'appareil principalement en mode paysage dans un étui avec clavier, Apple continue de placer la caméra frontale sur le bord court de l'appareil, un positionnement plus compatible avec une utilisation en mode portrait. Il ajoute : « Dans iPadOS, Apple n'autorise pas les applications à utiliser l'appareil photo à moins qu'elles ne soient actives au premier plan. C'est bien pour la tranquillité d'esprit, mais absolument terrible pour la visioconférence. ».
Malgré la mise à jour d'iPadOS, le modèle 2020 était prévu pour ne pas recevoir l'une des principales fonctionnalités, Stage Manager. Cela suscite une controverse car Apple fournit des raisons peu concluantes quant aux raisons pour lesquelles Stage Manager ne pouvait pas être pris en          charge,,.En raison des critiques, une version mono-écran de Stage Manager est ajoutée sur les iPad Pro 2018 et 2020 dans iPadOS 16.1 Beta,.

## Chronologie
| Frise des modèles d'iPad |
| ------------------------ |
|                          |

Source : Archives de la Newsroom Apple.